# Singles Box 1–6
Singles Box 1–6 – oficjalnie wydany box zespołu Depeche Mode zawierający trzydzieści sześć singli z lat 1981–2001
Wydany w Wielkiej Brytanii pod etykietą: 
Wydany w USA pod etykietą:

## CD Singles Box Set #1

### Dreaming of Me
- Nagrano w Blackwing Studios London
- Produkcja Depeche Mode i Daniel Miller
- Teksty i muzyka Vincent Clarke
- Nagrywał
- Mute Records CD Mute 13

- Lista utworów:

1. Dreaming of Me – 3:46
2. Ice Machine – 3:54

### New Life
- Nagrano w Blackwing Studios London
- Produkcja Depeche Mode i Daniel Miller
- Nagrywał Eric Radcliffe
- Teksty i muzyka Vincent Clarke
- Mute Records CD Mute 14

- Lista utworów:

1. New Life (Remix) – 3:59
2. Shout – 3:46
3. Shout (Rio Mix) – 7:33

### Just Can’t Get Enough
- Nagrano w Blackwing Studios London
- Produkcja Depeche Mode i Daniel Miller
- Nagrywał Eric Radcliffe i John Freyer
- Teksty i muzyka Vincent Clarke
- Mute Records CD Mute 16

- Lista utworów:

1. Just Can’t Get Enough – 3:45
2. Any Second Now – 3:09
3. Just Can’t Get Enough (Schizo Mix) – 6:48
4. Any Second Now (Altered) – 5:42

### See You
- Nagrano w Blackwing Studios London
- Produkcja Daniel Miller i Depeche Mode
- Nagrywał Eric Radcliffe i John Freyer
- Teksty i muzyka Martin L. Gore
- Mute Records CD Mute 18

- Lista utworów:

1. See You (Extended Version) – 4:51
2. Now, This Is Fun – 3:25
3. Now, This Is Fun (Extended Version) – 4:42

### The Meaning of Love
- Nagrano w Blackwing Studios London
- Produkcja Daniel Miller i Depeche Mode
- Teksty i muzyka Martin L. Gore
- Mute Records CD Mute 22

- Lista utworów:

1. The Meaning of Love – 3:08
2. Oberkorn (It's a Small Town) – 4:10
3. The Meaning of Love (Fairly Odd Mix) – 5:01
4. Oberkorn (It's a Small Town) (Development Mix) – 7:38

### Leave in Silence
- Nagrano w Blackwing Studios London
- Produkcja Daniel Miller i Depeche Mode
- Nagrywał Eric Radcliffe i John Freyer
- Teksty i muzyka Martin L. Gore
- Mute Records CD Bong 1

- Lista utworów:

1. Leave in Silence – 4:02
2. Excerpt From: My Secret Garden - 3:16
3. Leave in Silence (Longer) – 6:32
4. Further Excerpts From: My Secrets Garden - 4:23
5. Leave in Silence (Quiter) – 3:42

## CD Singles Box Set #2

### Get the Balance Right!
- Mute Records CD Bong 2

- Lista utworów:

1. Get the Balance Right! – 3:13
2. The Great Outdoors! – 5:03
3. Get the Balance Right! (Combination Mix) – 7:58
4. Tora! Tora! Tora! (live) – 3:47

### Everything Counts
- Mute Records CD Bong 3

- Lista utworów:

1. Everything Counts – 3:59
2. Work Hard – 4:22
3. Everything Counts (In Larger Amounts) – 7:21
4. Work Hard (East End Remix) – 6:58

### Love, in Itself
- Mute Records CD Bong 4

- Lista utworów:

1. Love, in Itself·2 – 4:02
2. Fools – 4:17
3. Love, in Itself·3 – 7:17
4. Fools (Bigger) – 7:39
5. Love, in Itself·4 – 4:39

### People Are People
- Mute Records CD Bong 5

- Lista utworów:

1. People Are People – 3:46
2. In Your Memory – 4:03
3. People Are People (Different Mix) – 7:14
4. In Your Memory (Slick Mix) – 8:13

### Master and Servant
- Mute Records CD Bong 6

- Lista utworów:

1. Master and Servant – 3:48
2. (Set Me Free) Remotivate Me – 4:13
3. Master and Servant (Slavery Whip Mix) – 9:13
4. (Set Me Free) Remotivate Me (Release Mix) – 8:49
5. Master and Servant (Voxless) – 4:00

### Blasphemous Rumours
- Mute Records CD Bong 7

- Lista utworów:

1. Blasphemous Rumours – 6:23
2. Told You So (live) – 4:56
3. Somebody (Remix) – 4:20
4. Everything Counts (live) – 5:53

## CD Singles Box Set #3

### Shake the Disease
- Mute Records CD Bong 8

- Lista utworów:

1. Shake the Disease – 4:48
2. Flexible – 3:11
3. Shake the Disease (Remixed Extended Version) – 8:46
4. Flexible (Remixed Extended Version) – 6:16
5. Shake the Disease (Edit the Shake) – 7:11
6. Something to Do (Metal Mix) – 7:26

### It’s Called a Heart
- Mute Records CD Bong 9

- Lista utworów:

1. It’s Called a Heart – 3:50
2. Fly on the Windscreen – 5:05
3. It’s Called a Heart (Extended) – 7:20
4. Fly on the Windscreen (Extended) – 7:49
5. Fly on the Windscreen (Death Mix) – 5:07

### Stripped
- Mute Records CD Bong 10

- Lista utworów:

1. Stripped – 3:53
2. But Not Tonight – 4:17
3. Stripped (Highland Mix) – 6:42
4. But Not Tonight (Extended Remix) – 5:14
5. Breathing in Fumes – 6:06
6. Fly on the Windscreen (Quiet Mix) – 4:25
7. Black Day – 2:37

### A Question of Lust
- Mute Records CD Bong 11

- Lista utworów:

1. A Question of Lust – 4:29
2. Christmas Island – 4:51
3. Christmas Island (Extended) – 5:39
4. People Are People (live) – 4:21
5. It Doesn't Matter Two (Instrumental) – 2:48
6. A Question of Lust (Minimal) – 6:47

### A Question of Time
- Mute Records CD Bong 12

- Lista utworów:

1. A Question of Time (Remix) – 4:05
2. Black Celebration (live) – 6:05
3. Something to Do (live) – 3:50
4. Stripped (live) – 6:23
5. More Than a Party (live) – 5:07
6. A Question of Time (Extended Remix) – 6:39
7. Black Celebration (Black Tulip Mix) – 6:34
8. A Question of Time (New Town Mix / Live Remix) – 11:08

### Little 15
- Mute Records CD Little 15

- Lista utworów:

1. Little 15 – 4:16
2. Stjarna – 4:25
3. Sonata No. 14 – 5:36

## Inne informacje
- Wydany: Wielka Brytania, Francja, Hiszpania i Niemcy
- Etykieta: brak
- Format: box